# Cochleoceps orientalis
Cochleoceps orientalis är en fiskart som beskrevs av Hutchins, 1991. Cochleoceps orientalis ingår i släktet Cochleoceps och familjen dubbelsugarfiskar. Inga underarter finns listade i Catalogue of Life.